# هاني أبو ريدة
هانى حسن أبو ريدة لاعب كرة قدم مصري سابق. و كان رئيس الاتحاد المصري لكرة القدم وعضو اللجنة التنفيذية للفيفا وعضو اللجنة التنفيذية للاتحاد الأفريقي لكرة القدم.

## حياته
من مواليد 14 أغسطس 1953 في مدينة بورسعيد في مصر. مارس كرة القدم بالنادى المصري البورسعيدى، إلى أن تعرض لإصابة خطيرة جعلته يعتزل مبكراً لعب كرة القدم.
التحق للدراسة بكلية الهندسة، وخلال فترة الثمانينيات تولى رئاسة منطقة بورسعيد لكرة القدم، ثم تم تعينه عضوا بمجلس إدارة الاتحاد المصري لكرة القدم عام 1991، ثم تم انتخابه لمدة 3 دورات كأمينا للصندوق حتى عام 2003.
ثم انتقل هانى أبو ريدة في عام 2004 إلى الملعب الإفريقى وفاز بمقعد اللجنة التنفيذية للاتحاد الإفريقى، ويستمر نشاطه وحماسه ليرأس لجنة التسويق بالكاف، ونظرا للعديد من نشاطاته لإفريقيا، وثقت به الجمعية العمومية بالاتحاد الإفريقي وقامت بإعادة انتخابه باللجنة التنفيذية حتى عام 2011.
وفي عام 2009 تم انتخابة كعضو في اللجنة التنفيذية للفيفا. وتولى مسئولية الاشراف علي بعض المناسبات الرياضية التي تنظمها الفيفا ومنها : كأس العالم للأندية 2013 في المغرب،
ثم أصبح رئيس اتحاد كرة القدم في مصر في يوم 30/8/2016 بعد حصوله على أكبر كمية أصوات في انتخابات اتحاد كرة القدم في جمهورية مصر .

## مناصب
1. عضو اللجنة التنفيذية للاتحاد الدولي لكرة القدم - فيفا
2. عضو المكتب التنفيذى بالاتحاد الأفريقى لكرة القدم- كاف
3. رئيس اللجنة المنظمة لبطولة كأس العالم للشباب - مصر 2009
4. رئيس اللجنة المنظمة لبطولة كأس الأمم الأفريقية - مصر 2006
5. مدير ملف مصر لإستضافة كأس العالم 2010 و الحاصل على صفر المونديال الشهير
6. رئيس الاتحاد المصري لكرة القدم عام 2016